# Aprostocetus neuroteri
Aprostocetus neuroteri is een vliesvleugelig insect uit de familie Eulophidae. De wetenschappelijke naam is voor het eerst geldig gepubliceerd in 1887 door Ashmead.